# Гнизи, Ури
Ури Хизкия Гнизи (англ. Uri Hezkia Gneezy, ивр. אורי גניזי‎, род. 6 июня 1967, Тель-Авив) — израильский экономист, специалист в области поведенческой экономики и полевых экспериментов. Профессор Калифорнийского университета в Сан-Диего, высокоцитируемый ученый согласно Clarivate (HCR, 2021).

## Биография
Получил степень бакалавра экономики (1992) в Тель-Авивском университете, магистра экономики (1994) и доктора философии (1997) в Центре экономических исследований (англ. CentER for Economic Research) Тилбургского университета в Нидерландах.
В 2014 году стал сооснователем Gneezy Consulting, консалтинговой фирмы, которая специализируется на поведенческой экономике.

### Академические должности
- Лектор в Хайфском университете (1997—1999)
- Старший лектор/ассоциированный профессор в Технионе — Израильском технологическом институте (1999—2003)
- Ассистент/ассоциированный профессор в Школе бизнеса им. Бута Чикагского университета (2001—2006)
- Профессор в Школе менеджмента им. Рэди[англ.] Калифорнийского университета в Сан-Диего (c 2006).
- Приглашенный профессор в Амстердамском университете (с 2011)
- Приглашенный профессор в Норвежской школе экономики (с 2017)

## Научные исследования
Известен как автор простых экспериментов, демонстрирующих поведенческие феномены и раскрывающих новые направления исследований в поведенческой экономике. Одним из направлений исследований Гнизи являются гендерные различия в отношении к конкуренции. Согласно его статье 2003 года, женщины менее эффективно справляются с конкурентным давлением. Введение конкурентной оплаты в лабораторном эксперименте увеличивало производительность работы для мужчин, но не для женщин.
Также Гнизи занимается изучением поведенческих факторов на рынке труда. В статье 2007 года описаны два полевых эксперимента, в которых контрольным группам после заключения договора выплачивалась обещанная сумма, а экспериментальные получали неожиданную доплату в дополнение к обещанной. Экспериментальные группы поначалу прилагали больше усилий, однако со временем этот эффект исчезал.
Согласно рейтингу RePEc Гнизи входит в топ 5 % экономистов по 37 критериям, включая число цитирований и индекс Хирша.